# Синевир (фільм)
«Синевир» або «Синевир 3D» — український художній фільм Олександра Альошечкіна і В'ячеслава Альошечкіна. Прем'єра стрічки відбулася 14 липня 2013 року на ОМКФ-2013.
Фільм вийшов одночасно в український та російський широкий прокат 3 квітня 2014.
У 2012 році фільм «Синевир» виборов Гран Прі на  III Московському Міжнародному Кінофестивалі 3D фільмів
https://3dliga.livejournal.com/31709.html [Архівовано 1 жовтня 2021 у Wayback Machine.]

## Сюжет
Радянський Союз, кінець 70-х. На лекції товариства «Знання» в Києві літній професор розповідає про дивних істот, описаних ще Марком Поло, які мешкали також і на території Стародавньої Русі …
Українські Карпати. Невеликий хутірець, загублений у лісах, біля гірського озера Синевир. Вранці, з будинку, потайки від батьків, вибираються на риболовлю діти — брат і сестра, Сашко та Іванка, вони йдуть на Синевир. Спочатку діти зайняті ловлею риби і суперечками про те, у кого буде більший улов. Несподівано в лісі чується крик «Ау!».

## У ролях
- Романюк Сергій — дядько Єгор
- Лавренюк Олена — Катя
- Рудаков Ілля — Даня
- Войтенко Костянтин — Семен
- Юсипчук Богдан — Федір
- Марченко Зоряна — Маша
- Козлов Пилип — Сашко
- Сивацька Міла — Іванка
- Юрій Фреган — Василь
- Черняков Віктор — директор
- Ігор Славинський — лектор Шмуль
- Євген Морозов — Лектор
- Георгій Поволоцький — санітар Льоня
- Валерій Антонюк — санітар Коля
- Демерташ Віктор — міліціонер
- Григорій Боковенко — дід Іван
- Зоряна Марченко

## Виробництво

### Фільмування
Фільмування проходило на Синевирі, а також під Києвом — у лісах біля Виноградаря.

### Кошторис
Точний кошторис фільму становить $450 тис. Песиголовець — загроза Карпат  // Хрещатик, 04/04/2014</ref> Відомо що інвестором для стрічки виступила компанія InQ. Продюсер стрічки Володимир Хорунжий оплатив 85% кошторису фільму.

## Касові збори
Фільм В'ячеслава та Олександра Альошечкіних зібрав в Україні 1,7 млн гривень, плюс 14,124 млн російських рублів в Росії. Фільм показали на ТБ у багатьох країнах світу. Згідно з тодішнім обмінним курсом загальні світові касові збори склали ~$564 тис.

## Відгуки кінокритиків
Фільм отримав вкрай негативні відгуки від українських кінокритиків. Як гра акторів, так і технічна сторона фільму не викликала захоплення в українських кіноекспертів, але найбільше фільмові дорікали його російськомовністю і як  підкреслив кінокритик видання Детектор медіа Михайло Бриних «гуцульський горор російською мовою — це єдине по-справжньому страшне враження від фільму».